# Mario Ferri

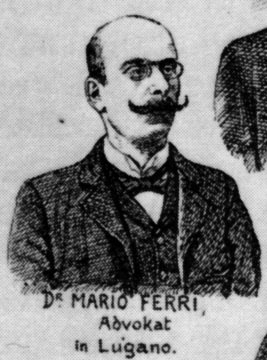
Mario Ferri

Mario Ferri (* 18. Mai 1875 in Lugano; † 12. Mai 1941 ebenda) war ein Schweizer Jurist und Politiker (SP); er war in Lamone heimatberechtigt.

## Leben

### Familie
Mario Ferri war der Sohn von Giovanni Ferri († 2. Juli 1930), Rektor des Lyzeums in Lugano.
Er war verheiratet mit Rosetta, die Tochter von Enrico Morra aus Gassino.

### Werdegang
Mario Ferri immatrikulierte sich zu einem Studium der Rechtswissenschaften an der Universität Erlangen und promovierte 1897 zum Dr. jur.
Nach Beendigung des Studiums war er als Rechtsanwalt tätig und bestand 1903 die Notarprüfung; er verteidigte unter anderem 1903 den kommunistischen Politiker Giacinto Menotti Serrati (1872–1926).
1898 wurde er Redakteur der Zeitung Il Socialista und von 1901 bis 1916 leitete er die von ihm gegründete erste Parteizeitung L'Aurora der Tessiner Sozialdemokratische Partei; die Zeitung stellte 1917 ihr Erscheinen ein.
1914 publizierte er die Zeitschrift Giustizia, die sich für die Kleinsparer einsetzte und verteidigte, die durch den Konkurs einiger Tessiner Banken geschädigt worden waren.
Er wurde 1922 in das Amt des Appellationsrichters gewählt.
Von 1927 bis 1932 war er der Leiter der sozialistischen Tageszeitung Libera Stampa, die 1913 als Gegenposition zum Parteiorgan L'Aurora gegründet worden war und seit 1917 das offizielle Organ der SP des Kantons Tessin war; er folgte damit Angelo Tonello (1873–1965).

### Politisches Wirken

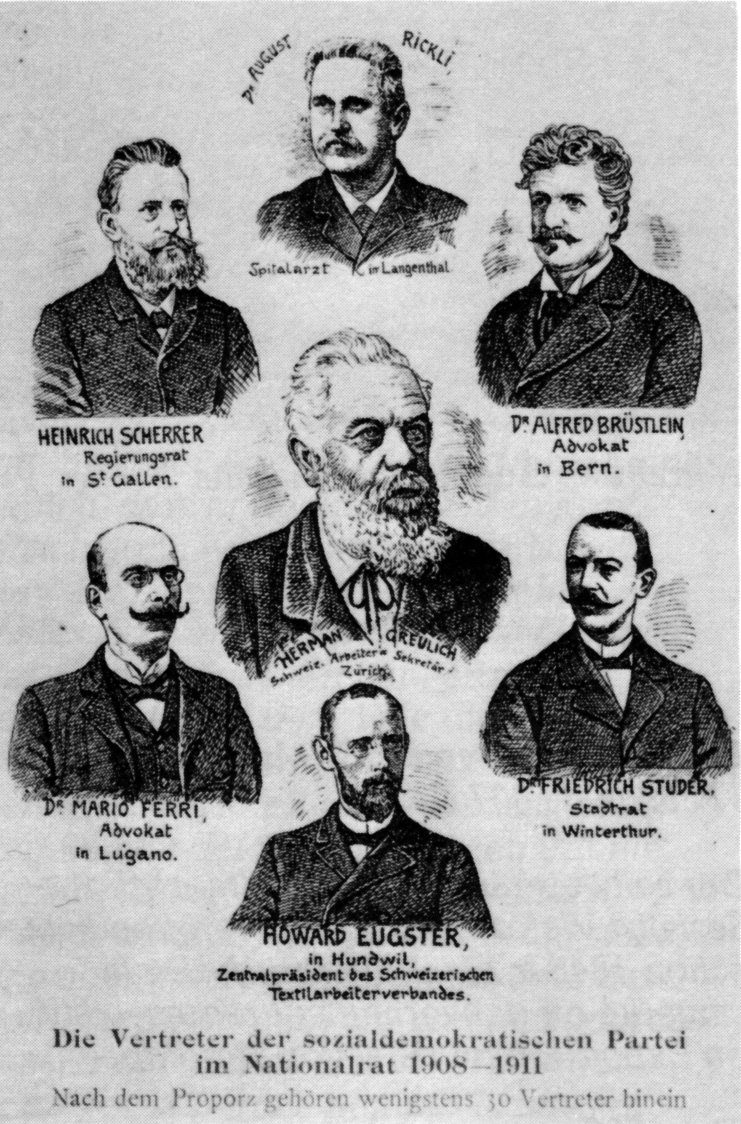
Die «Kapelle Greulich», die sieben Vertreter der SP im Nationalrat zwischen 1908 und 1911: Herman Greulich aus Zürich, Howard Eugster aus Hundwil, Mario Ferri, Heinrich Scherrer aus St. Gallen, August Rickli aus Langenthal, Alfred Brüstlein aus Bern sowie Friedrich Studer aus Winterthur

Mario Ferri war ein Freidenker und einer der besten Kenner des Marxismus in der Führungsgruppe der Tessiner Sozialisten, an deren Parteigründung er 1899 teilnahm und die er bis 1902 führte; er wurde in die Kommission berufen, die das Parteiprogramm formulierte.
Von 1905 bis 1908, von 1911 bis 1913 und von 1921 bis 1931 war er Grossrat; übte dort 1908 und 1925 das Amt des Vizepräsidenten aus und war 1927 Präsident des Grossrats; in dieser Zeit war er vom 7. Dezember 1908 bis  zum 3. Dezember 1911 auch Nationalrat, und gehörte zur Kapelle Greulich (siehe Geschichte der Sozialdemokratischen Partei der Schweiz#Entwicklung bis zum Ersten Weltkrieg).
1909 gehörte er der Kommission an, die ein Gutachten über die Einführung des Zivilgesetzbuches erstellte.
Er sprach sich 1911 gegen die Annahme des Gotthardvertrags aus.

## Trivia
Mario Ferri war 1925 ein Opfer des amerikanischen Betrügers Edgar Laplante (1888–1944) geworden, der ihn um 200 Schweizer Franken betrogen hatte. Durch seine Vermittlung konnte Edgar Laplante in einem Indianerkostüm an einer Feier der Arbeitskammer Lugano teilnehmen.

## Mitgliedschaften
Mario Ferri engagierte sich in der Arbeiterbewegung in der Schweiz und gründete 1897 den Tessiner Arbeiterbund.
Er war Präsident der branchenübergreifenden Gewerkschaft (Sindacato misto) in Lugano, die er 1899 mitbegründet hatte.
Mari Ferri war Gründer, Präsident und Ehrenmitglied des Tessiner Pressevereins.
Er war Mitglied im Arbeiterverein Grütliverein.
Als Sekretär gehörte er der Tessiner Gesellschaft für Blindenhilfe an.